# Aukra
Aukra là một đô thị (municipality) của hạt Møre og Romsdal, Na Uy. Đô thị này được lập ngày 1 tháng 1 năm 1938. Các đô thị khác sau này tách ra từ đây là: Fræna (1840), Sandøy (1867) và Midsund (1925).